# 宮澤利昭
宮澤 利昭 （みやざわ りしょう、1938年5月28日 - ）は、日本の画家、イラストレーター、テレビ美術家。長野県安曇野市出身。

## 来歴
長野県松本県ヶ丘高等学校を経て東京芸術大学美術学部図案計画科卒業後、TBSに入社し、昭和を時代背景にした名作を数多く残した作家で脚本家の向田邦子、作家で演出家の久世光彦のテレビドラマの美術を担当する。
サロン・ド・プランタン賞受賞。パリ国際青年ビエンナーレ展出品ほか、個展9回、グループ展に多数出品。
サンケイ新聞婦人欄にイラストを連載したほか、池田弥三郎著『わが街銀座』等の挿絵、TV番組「日本レコード大賞」、水曜劇場「ムー一族」、「世界・ふしぎ発見!」等の美術を担当する。
日本テレビ美術家協会会員。

## TV番組・美術デザイン
- 第19回日本レコード大賞
- 第20回日本レコード大賞
- TBS系列 水曜劇場「ムー一族」
- TBS系列 「世界・ふしぎ発見!」
- 父系の指
- 東京卒業
- あ・うん
- 源氏物語
- 「義父のいる風景」(芸術祭、優秀賞)
- NHKスペシャル「碧空のタンゴ」

### 絵本
- Showa Japanese Children「図録　子供たちの昭和」（工房ペイシェ）2015年[3]